# Sericinus telamon
Sericinus telamon is een vlinder uit de familie van de pages (Papilionidae). De wetenschappelijke naam van de soort is voor het eerst geldig gepubliceerd in 1798 door Donovan.